# Col legno

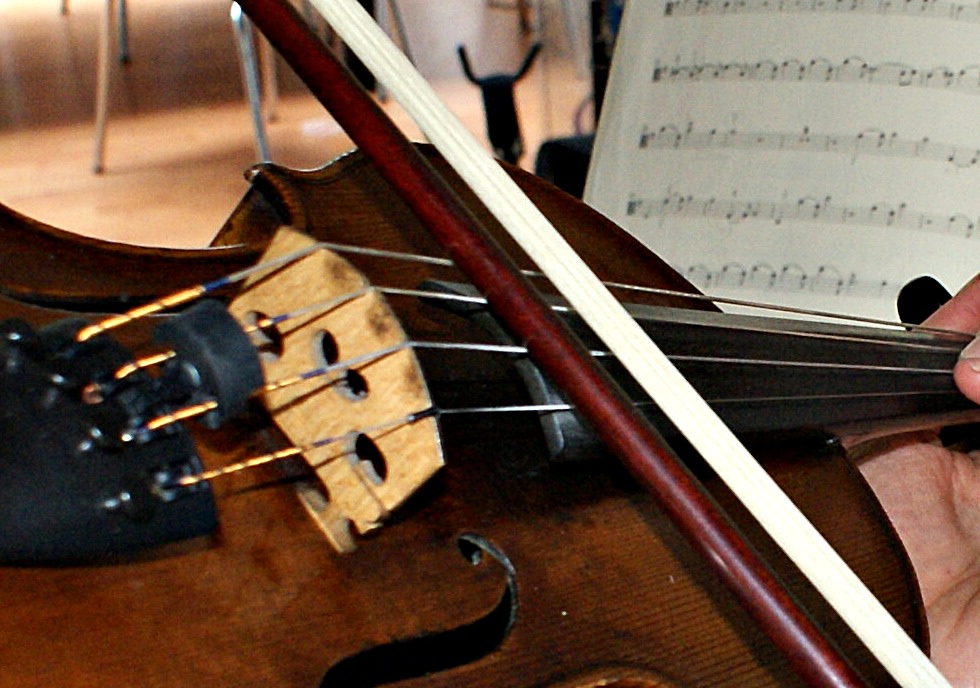
Figura 1. Interpretación col legno

Col legno (en italiano, "con la madera") es una técnica de interpretación musical que deben aplicar los instrumentos de cuerda frotada cuando aparece la indicación correspondiente en una partitura. Generalmente consiste en golpear o rozar la cuerda con el dorso del arco, aunque existen más variantes.

## Descripción de la técnica
Esta indicación puede hacer referencia a dos técnicas diferentes:
- Col legno battuto, que en italiano quiere decir "golpear con la madera", es la anotación que indica a los instrumentos de cuerda frotada que deben golpear o rozar la cuerda con el dorso del arco en lugar de hacerlo con las cerdas, produciendo un sonido peculiarmente percusivo y suave pero audible.

- Col legno tratto es la técnica en la que la madera del arco puede ser arrastrada sobre la cuerdas. El sonido producido por col legno tratto es muy suave, con una envoltura de ruido blanco, aunque el tono de terminación de la nota puede oírse claramente.

No obstante, esta segunda técnica es mucho menos común, de tal manera que la indicación «col legno» sin aditamentos es entendida unánimemente como battuto en vez de tratto. 
El sonido percusivo de «col legno battuto» posee un claro factor tonal determinado por la distancia entre el punto de contacto del arco con las cuerdas y el puente del instrumento. Dado que un conjunto de intérpretes jamás golpearán la cuerda exactamente en el mismo lugar, el sonido de una sección de violines tocando col legno battuto es dramáticamente distinto al de un violín solista aplicando esa misma técnica.
Algunos intérpretes objetan el uso de «col legno» aduciendo que puede dañar el arco. Muchos utilizan un arco sustituto de menor calidad para tales pasajes o para obras musicales completas que requieren la aplicación continuada de esta técnica.
Hay músicos que golpean las cuerdas con lápices en lugar de arcos, produciendo un sonido aún más percusivo y ligero.

## Historia y ejemplos
Esta técnica proviene principalmente de finales del siglo XIX, aunque se conoce desde el siglo XVII. Una muestra temprana de la indicación col legno escrita por un compositor se encuentra al final del Adagio de la Sinfonía n.º 67 de Joseph Haydn en 1779.
Asimismo, podemos encontrar la aplicación de la técnica col legno o col legno batutto en las siguientes obras:
- El movimiento final de la  Concierto para piano n.º 2 de Frédéric Chopin;
- En Sabbath del sueño de las brujas, quinto y último movimiento de la Sinfonía fantástica de Berlioz, la sección orquestal de cuerda toca «col legno»;
- Marte, el portador de la guerra, primer movimiento de la suite Los planetas de Gustav Holst;
- El primer movimiento de la Sinfonía n.º 2 de Gustav Mahler;
- El poema sinfónico Una noche en el Monte Pelado de Modest Músorgski.
- En el inicio de Así habló Zaratustra de Richard Strauss, se aplica este efecto en trémolo.
- En la primera parte del Trío de cuerdas Op. 45 de Arnold Schoenberg, se utiliza en pasajes en legato.
- En la sexta variación de Totentanz de Franz Liszt.

Por otra parte, la indicación col legno tratto se utiliza en el primer y el tercer movimientos de las Cuatro piezas para violín y piano compuestas por Anton Webern.